# Edwin Jahnke
Edwin Jahnke (ur. 22 marca 1858 w Środzie Wielkopolskiej, zm. 24 września 1933 w Poznaniu) – skrzypek, pedagog, działacz muzyczny.

## Życiorys
Syn Jana i Walentyny z domu Kolskiej. Do szkoły uczęszczał w Środzie. Początkowo instrumentem, na którym się uczył był klarnet, a później w akademii muzycznej w Berlinie uczył się gry na skrzypcach u F. A. Dresslera, J. Kotka i A. Wirtha. Skończywszy studa zamieszkał w Poznaniu, gdzie założył szkołę muzyczną i prowadził ją w latach 1887–1914. Od 1892 pomagała mu w tym żona, Anna z domu Radkiewicz, wykształcona w Lipsku pianistka. Przed I wojną światową szkoła, którą prowadził uchodziła w Poznaniu za najlepiej zorganizowany polski instytut muzyczny. Posiadała najszerszy zakres działalności (skrzypce, wiolonczela, fortepian, kameralistyka) spośród szkół prywatnych. W latach 1891–1898 Jahnke pod kryptonimem D. D. był korespondentem warszawskiego „Echa Muzycznego, Teatralnego i Artystycznego” oraz recenzentem „Dziennika Poznańskiego”. W tajnym Stowarzyszeniu im. Stanisława Staszica prowadził wykłady z historii muzyki polskiej. Na estradach występował również jako solista. W Akademii Muzycznej w Poznaniu został w 1920 powołany na stanowisko profesora, pracując w niej do końca życia. Wykształcił kilka pokoleń wybitnych skrzypków. Pozostawił Ćwiczenia przygotowawcze na skrzypce wydane w 1925. 5 edycji miało wydanie nowe uzupełnione przez Zdzisława Jahnke w latach 1948–1971 i jako podręcznik w szkołach muzycznych używane do dzisiejszych czasów.
Zmarł w Poznaniu 24 września 1933 i został pochowany na Cmentarzu na Cytadeli. Edwin Jahnke był ojcem Zdzisława, skrzypka i pedagoga oraz przedwcześnie zmarłej pianistki Wiesławy.
Za „zasługi na polu krzewienia kultury muzycznej w Polsce i wykształcenie zastępu fachowych muzyków” 3 grudnia 1930 został odznaczony Złotym Krzyżem Zasługi.